# 石沟驿古城址
石沟驿古城址，位于宁夏回族自治区银川市灵武市石沟驿镇，是中华人民共和国宁夏回族自治区文物保护单位之一。
2005年9月15日，授予宁夏回族自治区文物保护单位，是一座古遗址。